# Alyssum muelleri
Alyssum muelleri là một loài thực vật có hoa trong họ Cải. Loài này được Boiss. & Bushe mô tả khoa học đầu tiên năm 1860.